# Elisabethschule (Bremen)

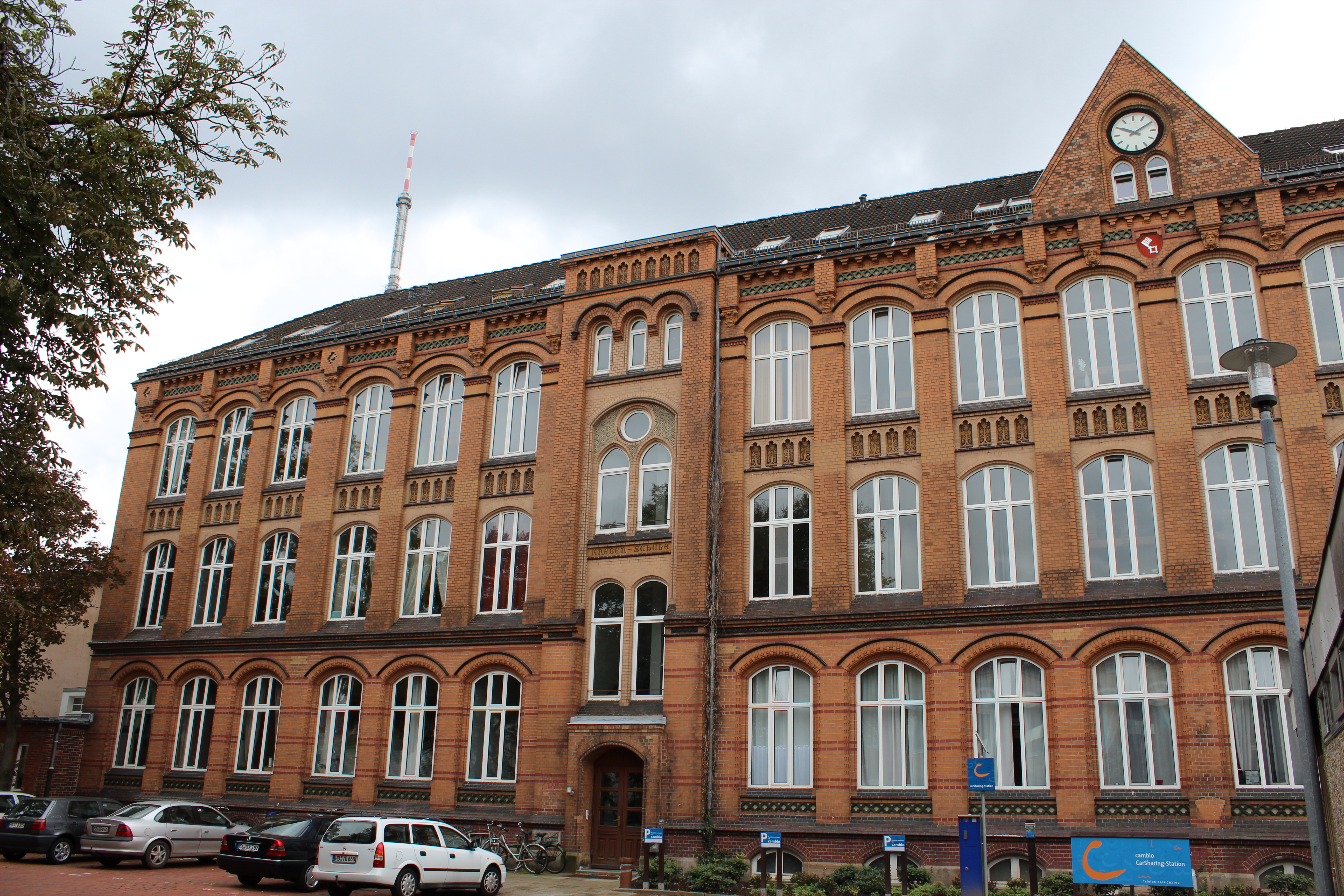
Knabenschule

Das Gebäude der Elisabethschule in Bremen, Stadtteil Walle, Ortsteil Westend, Elisabethstraße 135/Hoffnungstraße, entstand 1896 nach Plänen von Heinrich Flügel. Diese Schule steht seit 1984 unter Bremer Denkmalschutz.

## Geschichte

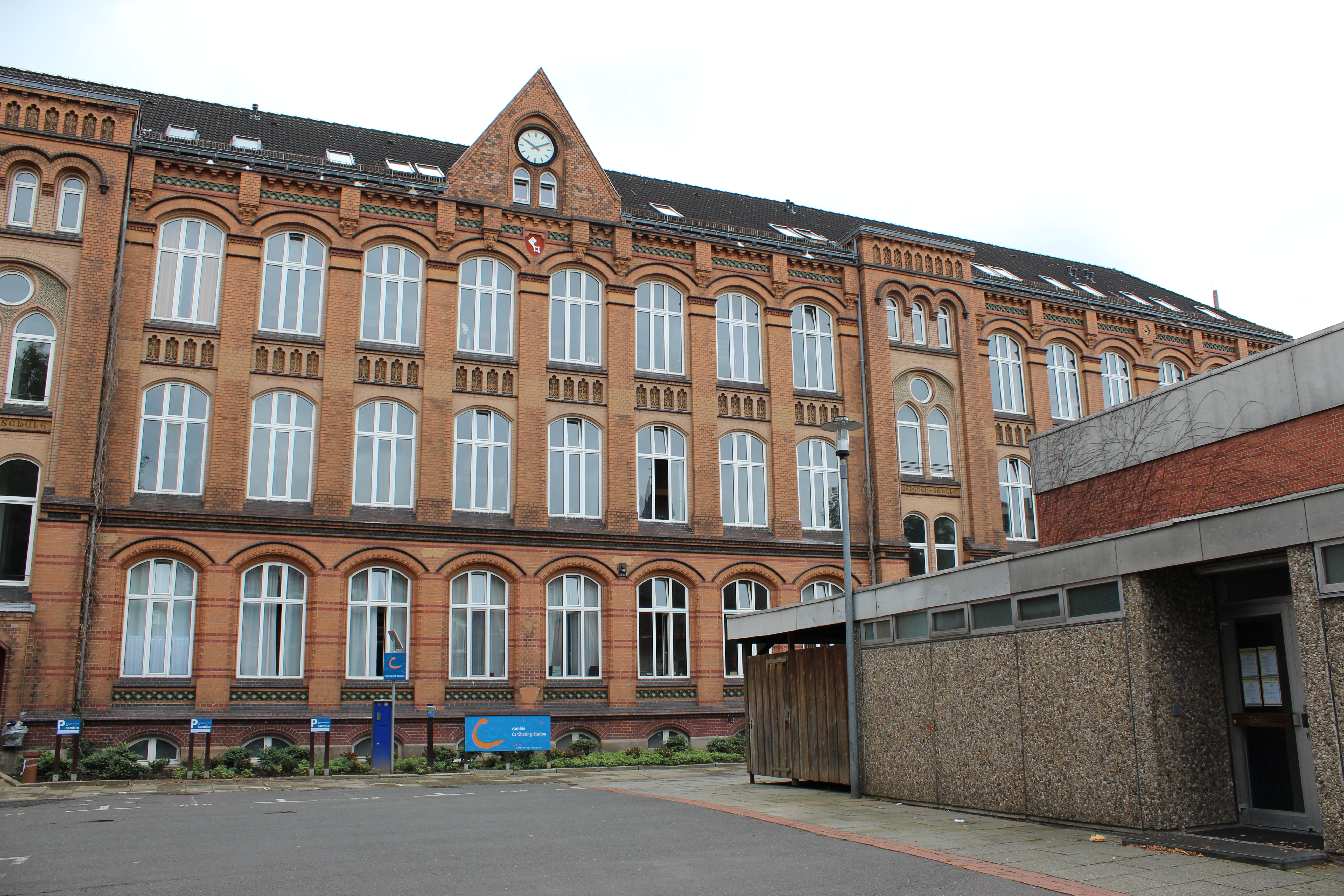
Mädchenschule

Freischulen für Knaben wurden im Bremer Schulwesen nach der 1844 erfolgten Einführung der allgemeinen Schulpflicht in Bremen seit 1848 als schulgeldfreie Schulen errichtet. Seit 1862 entstanden in Bremen staatliche Volksschulen und zwischen 1892 und 1914 25 neue Schulen, in denen zum Teil – strikt getrennt – auch Mädchen aufgenommen wurden.
Diese dreigeschossige Frei- bzw. Volksschule von 1896 mit einem Walmdach wurde im Stil des Historismus von der Abteilung Hochbau (später Bauinspektion bzw. Hochbauamt Bremen) durch Flügel geplant und durch die Inspektion realisiert. Das Gebäude hat eine rote Klinkerfassade mit Ornamenten in den Fensterbrüstungen. Zwei Treppenhaus-Risalite und ein mittiger Dachgiebel mit einer Uhr gliedern den Bau. Im linken Gebäudeteil war die Knabenschule im Rechten die Mädchenschule. Die Schulen wurden nach 1945 Grundschulen. Die Koedukation, der gemeinsame Unterricht von Mädchen und Jungen, fand ebenfalls erst nach 1945 statt.
Nach dem in den 1980er Jahren die Schulnutzung aufgegeben wurde, nutzen zunächst staatlich Institutionen wie das Ortsamt Bremen West zuständig für die Stadtteile Gröpelingen, Walle und Findorff und die Sozialen Dienste West nach einem Umbau das Gebäude. Diese Dienste wurden umstrukturiert und örtlich versetzt und das Gebäude verkauft.
Bis 2008 erfolgte dann ein Umbau des Gebäudes auf 3400 m² Fläche für Wohnzwecke nach Plänen von Diedrich Gerlach für eine Wohnungsbaugesellschaft.